# Шарль де Роган-Жье
Шарль де Роган (фр. Charles de Rohan; около 1478 — 6 мая 1528) — сеньор де Жье, виконт де Фронзак, граф де Гиз и д’Орбек, сеньор де Верже и де Сабле.
Сын Пьера де Роган-Гемене, сеньора де Жье (ум. 1513), виконта де Фронзак, графа де Гиз, и Франсуазы де Паноэ, виконтессы де Фронзак.
С 18 ноября 1498 года губернатор Турени. Кавалер ордена Святого Михаила (1501). Участвовал в Пикардийском походе 1513 года и в битве при Мариньяно (1515).
Великий кравчий Франции (1498—1516).
В 1504 году (24 февраля) женился на Шарлотте д’Арманьяк, графине де Гиз, даме де Сабле, дочери Жака д’Арманьяка — герцога Немурского. В том же году в августе Шарлотта умерла. Шарль де Роган всячески старался удержать за собой графство Гиз, но в 1520 году был вынужден отказаться от него в пользу Клода Лотарингского, получив в обмен Орбек.

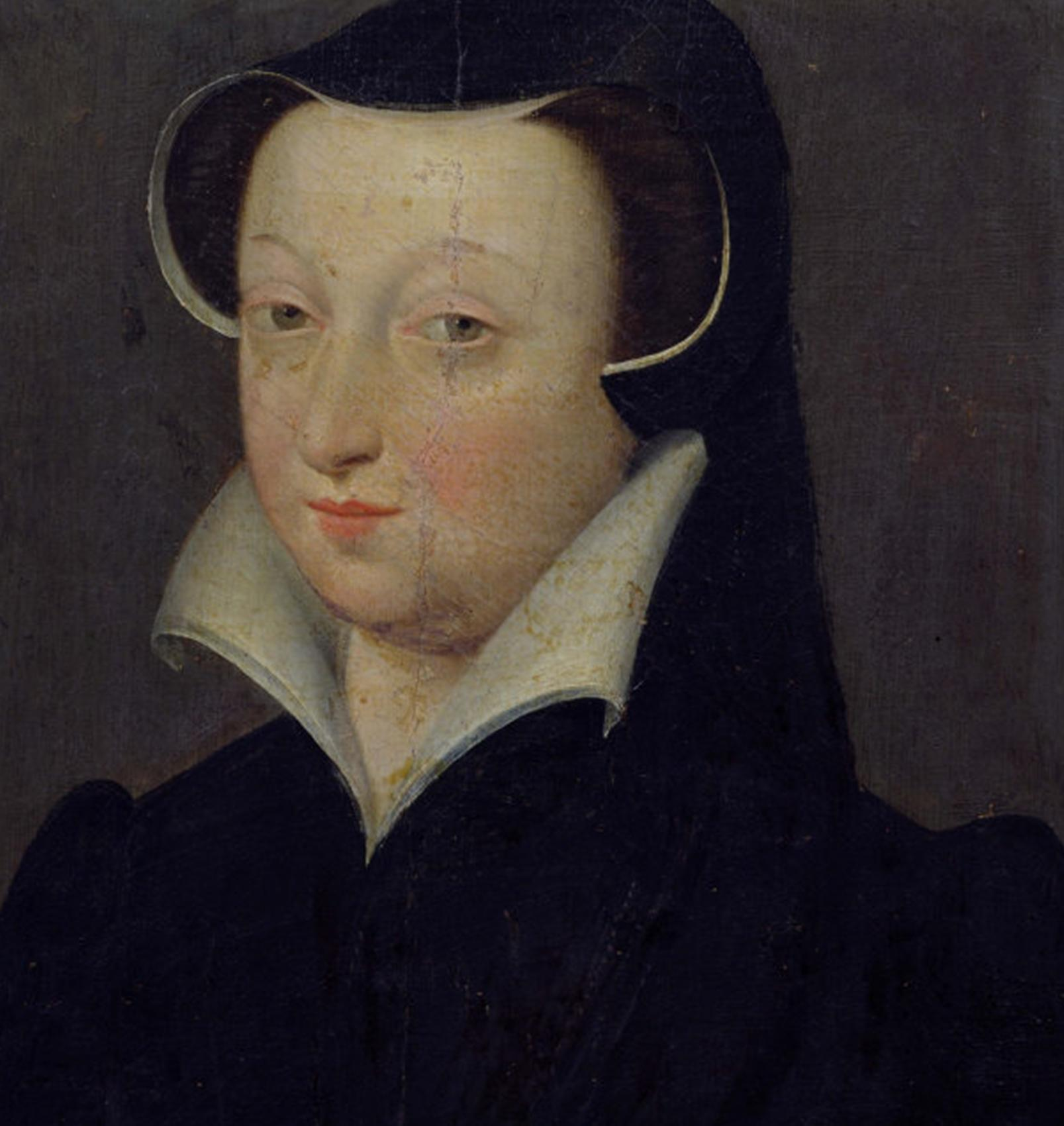
Жаклина де Роган-Жье

Вторым браком женился на Джованне ди Сансеверино, дочери Бернардино ди Сансеверино, принца Бизиньяно. Дети:
- Франсуа (1515—1559), сеньор де Жье, виконт де Фронзак, граф Орбека;
- Клод де Роган-Жье, графиня де Тури любовница короля Франциска I;
- Жаклина де Роган-Жье (1520—1587), жена Франсуа Орлеан-Лонгвиля, маркиза де Ротлена.